# Mühlgraben Dobra
Der Mühlgraben Dobra ist ein Meliorationsgraben und orographisch linker Zufluss des Liebenwerdaer-Zeischaer-Binnengrabens auf der Gemarkung der Stadt Bad Liebenwerda im Landkreis Elbe-Elster in Brandenburg. Er beginnt auf einer landwirtschaftlich genutzten Fläche, die sich östlich des Bad Liebenwerdaers Ortsteil Dobra befindet. Von dort fließt er vorzugsweise in nordnordöstlicher Richtung durch die Wohnplätze Obermühle und Untermühle, die zum Ortsteil Dobra gehören. Rund 500 Meter hinter der Wohnbebauung fließt von Norden kommend der Schweißgraben Maasdorf zu. Nach weiteren 230 Metern schwenkt der Graben in südwestlicher Richtung ab und unterquert anschließend die Bundesstraße 101, die in diesem Bereich von Norden kommend in südlicher Richtung verläuft. Der Mühlgraben Dobra erreicht den Wohnplatz Weinberge und fließt in südwestlicher Richtung an dessen Wohnbebauung entlang. Von Osten und Süden führen dabei weitere Stränge zu, die landwirtschaftlich genutzte Flächen entwässern. Anschließend unterquert er die Bahnstrecke Węgliniec–Roßlau sowie die Kreisstraße 6210 und entwässert schließlich in den Liebenwerdaer-Zeischaer-Binnengraben.